# ایکس‌باکس ۳۶۰
اِکس‌باکس ۳۶۰ (به انگلیسی: Xbox 360) کنسول خانگی بازی‌های ویدئویی توسعه یافته توسط مایکروسافت است. این کنسول به عنوان جانشین اکس‌باکس اصلی دومین کنسول از سری اکس‌باکس است که در تاریخ ۲۲ نوامبر سال ۲۰۰۵ وارد بازار شد، در ابتدا تیم توسعه‌دهندهٔ کنسول‌های بازی در شرکت مایکروسافت تصمیم داشت کنسول اکس‌باکس ۳۶۰ را با نام زنون (Xenon) یا اکس‌باکس ۲ به بازار معرفی کند، اما شرکت مایکروسافت برای این‌که طیف اثرگذاری این محصول را بیشتر برای مردم نمایان کند، نام اکس‌باکس ۳۶۰را بر آن نهاد.
عدد ۳۶۰ با توجه به لوگوی رسمی کنسول می‌تواند واحد درجه داشته باشد که می‌خواهد مفهوم دربرگیرنده را برای کاربر خود القا کند. به این معنا که کاربر خود را در مرکز دنیای ساختگی توسط این کنسول حس خواهد کرد.
در اردیبهشت سال ۱۳۹۵ مایکروسافت تولید این کنسول را به‌طور کامل متوقف کرد و از شروع سال۲۰۲۳نیز تولید بازی برای اکس‌باکس ۳۶۰ متوقف شد و آخرین بازی منتشر شده برای این کنسول عنوان Just Dance 2019 می‌باشد. یکی از مشکلات رایج این کنسول حلقه قرمز مرگ بود.

## مشخصات اکس‌باکس ۳۶۰
- سازنده: مایکروسافت
- نوع: کنسول بازی
- نسل: هفتم
- واحد پردازش مرکزی: ۳٫۲ گیگاهرتز سه هسته‌ای از نوع POWER PC با ساختار متقارن ساخت آی‌بی‌ام
- واحد پردازش گرافیکی: یک بسته شامل: Custom ATI Xenos 500Mhz + NEC Daughter Die with 10MB eDRAM
- حافظه: ۵۱۲MB DDR III
- تعداد کنترل‌ها: حداکثر ۴ عدد به صورت بی‌سیم و ۳ عدد از راه USB
- اتصال:در مدل نخست ۳ عدد USB + درگاه وای-فای + پورت ۱۰۰BASE-TX اترنت برای اتصال به اینترنت، همچنین سیستم ۲ عدد ورودی برای کارت حافظه اختصاصی دارد.[۲]
- درایو: DVD Ron 12X با حداکثر سرعت انتقال داده ۱۶٫۵ Mbps
- فروش: ۸۶ میلیون عدد (تا پایان چرخه تولید)
- پرفروشترین بازی‌ها: بازی Kinect Adventures با فروش بیش از ۲۴ میلیون نسخه، بازی Grand Theft Auto V با فروش ۲۳ میلیون نسخه و همچنین عنوان Call of Duty: Modern Warfare 3 با فروش ۱۴ میلیون نسخه.
- ریجن‌ها: اکس‌باکس ۳۶۰ در ریجن‌های مختلف از جمله PAL, NTSC-U و NTSC-J ارائه می‌شود.

## مدل‌های ارائه شده

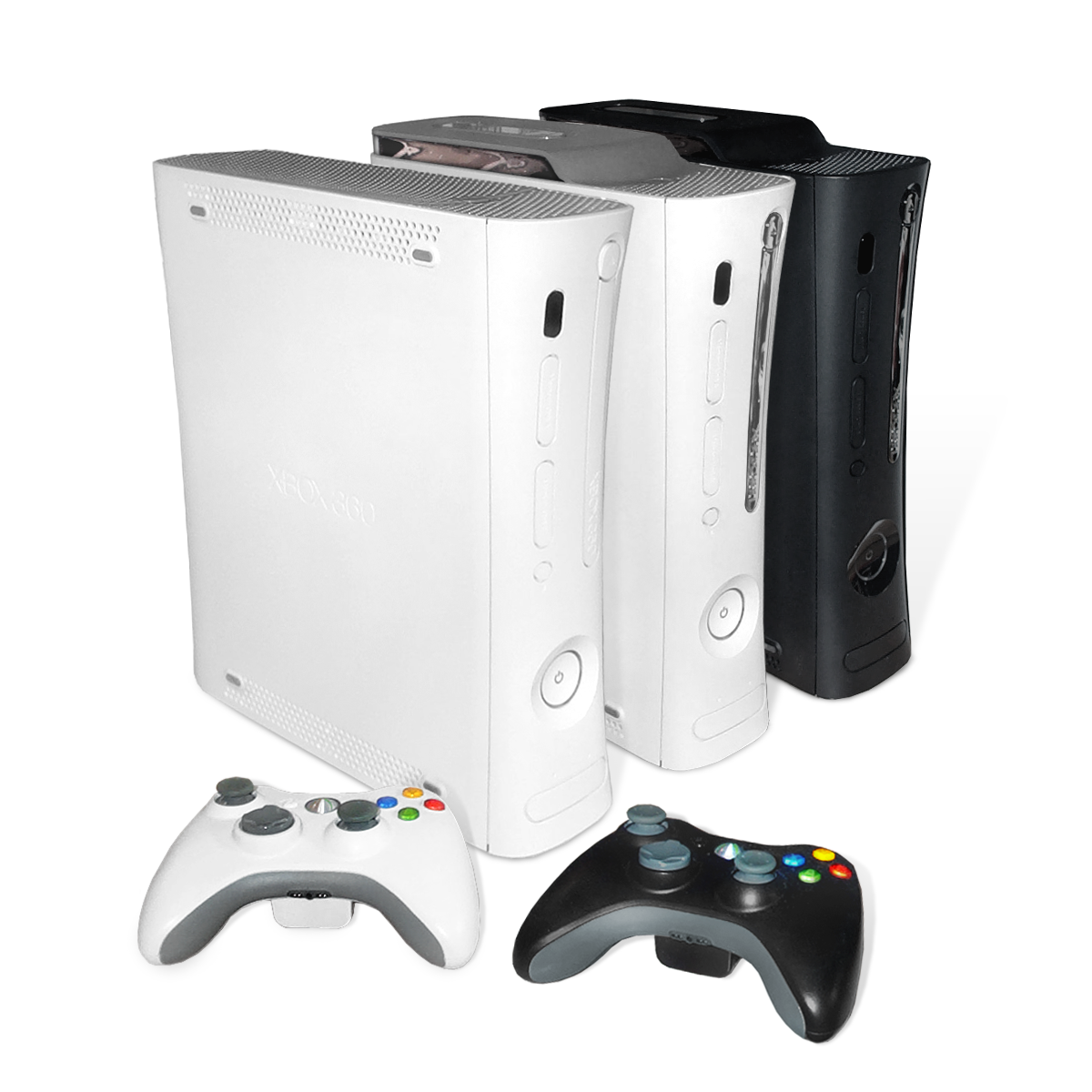

این کنسول در ابتدا به صورت دو مدل CORE PACK و PREMIUM PACK به بازار عرضه شد که مدل CORE PACK این کنسول فاقد هارد درایو و هدست و دسته‌های بی‌سیم بوده ولی مدل PREMIUM PACK دارای هارد دیسک ۲۰GB و دسته‌های بی‌سیم و هدست بود. مدل پرمیوم با ارائه شدن مادر برد فالکون دارای هارد ۶۰ گیگابایتی شد. تا این که سر انجام با معرفی مادربرد جاسپر ساخت مدل پرمیوم هم متوقف شد.
از مدل‌های بعدی که برای این کنسول عرضه شد می‌توان به ARCADE PACK و ELITE PACK و اشاره کرد.
در مدل ARCADE خبری از هارد نبود ولی به جای آن از یک مموری به ظرفیت ۲۵۶ مگابایت استفاده شده بود این مدل در اوایل سال ۲۰۰۸ به بازار عرضه شد در این مدل از فناوری ۶۵ نانومتری برای CPU و GPU استفاده شده‌است. در سال نیمهٔ دوم سال ۲۰۰۹ این مدل دارای ۵۱۲ مگابایت مموری داخلی شد و مموری کارت از پک آن حذف گردید
مدل ELITE را می‌توان کامل‌ترین پک این کنسول نامید. رنگ این مدل مشکی می‌باشد. با ارائه بازی ندای وظیفه: جنگاوری نوین ۲ دو باندلی از اکس‌باکس شامل هارد ۲۵۰ گیگا بایتی و دو دسته بیسیم به علاوه یک عدد از بازی ندای وظیفه: جنگاوری نوین ۲ ارائه شد. این اولین نوع اکس‌باکس با هارد بیشتر از ۱۲۰ گیگابایت بود. بعدها باندل‌های دیگری نیز شامل هارد ۲۵۰ گیگابایتی مثل باندل فورزا موتور اسپورت ارائه شدند.
این کنسول از ابتدای تولید تا به امروز شامل سه ویرایش مختلف شامل نوع استاندارد یا کنسول Phat، نوع Xbox 360 Slim S که به عنوان اسلیم شناخته می‌شود و در آخر نوع Xbox 360 E که در طراحی مشابهت کلی به Xbox One دارد، همچنین این کنسول به‌طور کلی در هشت مادر برد مختلف ساخته شد که به ترتیب از چپ به راست شامل Xenon , Zephyr, Falco, Opus, Jasper,Trinity, Corona , Winchester می‌باشد که هر کدام نیز شامل ورژن‌های مختلف هستند. آخرین مادربرد این کنسول در ویرایش Phat مادر برد جاسپر است، سری اسلیم نیز ابتدا با مادربرد ترینیتی و سپس کرونا عرضه شد که با انتشار آن تقریباً تمامی مشکلات حرارتی این کنسول مرتفع گردید، نوع آخر، Xbox 360 Slim E است که علیرغم تغییر نه چندان محسوس در اندازه آن سوپر اسلیم نیز خوانده می‌شود و با دو مادربرد کرونا و در نهایت وینچستر روانه بازار شد.
مدل Slim ۱۵ درصد کوچکتر از مدل‌های پیشین است و دارای هارد داخلی ۲۵۰ گیگابایتی است. تعداد پورت‌های USB در این مدل از سه پورت به ۵ پورت افزایش یافته‌است. این مدل همچنین دارای wifi بدون نیاز به سیم می‌باشد. رنگ کنسول به مشکی براق در اولین عرضه (مانند رقیبش پلی استیشن ۳) در مقایسه با رنگ مشکی مات مدل‌های الایت تغییر یافته‌است. این مدل همچنین علاوه برداشتن خروجی HDMI دارای خروجی صدای نوری نیز هست. به علاوه دکمه‌های کنسول از فشاری به تاچ تغییر یافته‌است. این مدل همچنین از رم ریدرها نیز پشتیبانی. جالب اینجاست که تا بهمن ماه سال ۱۳۹۰ هکرها نتوانسته بودند این کنسول را هک کنند. با تولید این کنسول مایکروسافت اعلام کرده‌است تولید باقی مدل‌ها متوقف شده و فقط این مدل تولید خواهد شد.

## واحد پردازشگر گرافیکی
واحد پردازشگر گرافیکی این دستگاه پکیج یا بسته‌ای است که از دو بخش مجزا تشکیل گردیده مشتمل بر یک Chip طراحی شده توسط ATI به نام Xenos و یک daughter die ساخت کمپانی NEC که ۱۰ مگابایت حافظه جاسازی شده (eDRAM) دارد.
این پردازشگر مجموعاً از ۳۳۷ میلیون ترانزیستور ساخته شده و در کلاک ۵۰۰ مگاهرتز کار می‌کند.
به شکرانه این معماری و daughter die واحد پردازشگر گرافیکی توانایی اعمال Anti Aliasing 4X و Motion Blur را بدون کمترین هدر دهی توان پردازشی دارد.
همچنین Xenos اولین پردازشگر گرافیکی بوده که از قابلیت Unified shader model یا مدل سایه‌زنی یکپارچه استفاده کرده به‌طوری‌که قابلیتی شبیه به اون تا یک سال و نیم بعد یعنی در January ۳۰، ۲۰۰۷ که برای اولین بار در GPUهای کامپیوترهای شخصی مورد استفاده قرار گرفت منحصراً در اختیار Xenos بوده.

## واحد پردازشگر مرکزی (زنون)
(توجه: با پردازنده Xeon اینتل اشتباه گرفته نشود)
زنون نام واحد پردازشگر مرکزی در اکس‌باکس ۳۶۰ است. اسم کد این پردازنده Waternoose در آی‌بی‌ام و XCPU در مایکروسافت است و بر اساس تکنولوژی پاور پی‌سی پایه‌ریزی شده.
این پردازنده متشکل شده از ۳ هسته مستقل ولی متقارن که بر روی یک چیپ جاسازی شدن و هر هسته دو رشته متقارن سخت‌افزاری دارد که مجموعاً می‌شوند ۶ رشته برای کل پردازنده و در هر رشته ۱۲۸ دستورالعمل رجیستر ۱۲۸ بیتی دارد.
هر هسته مستقلاً ۳۲KB کشه سطح L۱ و کل پردازنده ۱MB کشه ۲۵۶Bit سطح L۲ یه صورت اشتراک گذاشته شده میان هر ۳ هسته دارد که کشه L۲ در نصف کلاک پردازنده و با پهنای باندی برابر با ۵۱٫۲ گیگابایت بر ثانیه (۲۵۶bit × 1600Mhz) کار می‌کند.
این پردازنده مجموعاً ۱۶۵ میلیون ترانزیستور دارد که در ابتدا با تکنولوژی ۹۰nm ساخته شده بود ولی قرار است تکنولوژی ساخت آن تا ۴۵nm ارتقا پیدا کند.
به‌طور کلی و با توجه به دستور العملهای جاسازی شده می‌توان این پردازنده را یک پردازنده مخصوص برای شتاب دهی گرافیکهای سه بعدی و فیزیک در بازی‌ها به حساب آورد.

## حافظه
این کنسول ۵۱۲MB برای مدل‌های پیشین و ۴GB برای مدل اسلیم و سوپر اسلیم حافظه DDR III دارد که در کلاک ۷۰۰Mhz و در نهایت به دلیل ساختار نرخ داده‌ای دو برابر (Double data rate) این نوع حافظه در کلاک مؤثر ۱۴۰۰Mhz کار می‌کند.
معماری حافظه در اکس‌باکس ۳۶۰ به صورت ساختار حافظه یکپارچه (unified memory architecture) می‌باشد، بدین صورت که حافظه مابین CPU و GPU به اشتراک گذاشته شده‌است.
این ساختار حافظه انعطاف‌پذیر یه CPU و GPU اجازه می‌دهد که در مواقع حساس هر کدام به حافظه بیشتری دسترسی پیدا کنند.

## بازی‌ها
- فهرست بازی‌های انحصاری اکس‌باکس۳۶۰
- فهرست بازی‌های اکس‌باکس۳۶۰

## کینکت

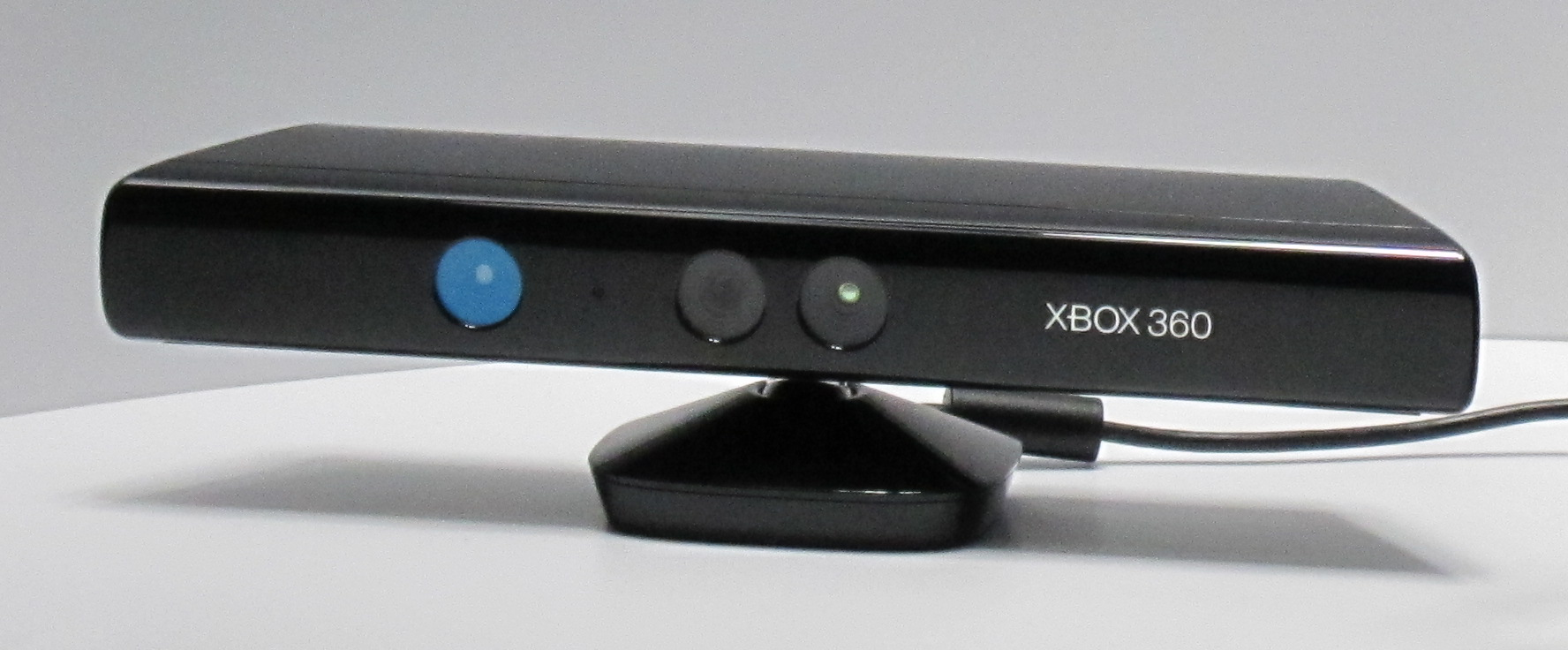
کینکت برای اکس‌باکس ۳۶۰

کینکت برای اکس‌باکس ۳۶۰ (Kinect for Xbox ۳۶۰) یا به‌طور ساده کینکت که به‌طور کلی نام پروژه‌اش پروژه ناتال (Project Natal) نام داشته نام وسیله ایست که منجر به استفاده از بازی‌های رایانه‌ای بدون استفاده از هیچگونه کنترلگری می‌شود. البته تنها استفادهٔ آن در مورد بازی‌های رایانه‌ای نبوده بلکه می‌توان از آن در تمامی موارد سرگرمی همانند تماشای فیلم و گوش دادن به موسیقی استفاده نمود. این وسیله توسط شرکت آمریکایی مایکروسافت (Microsoft) ساخته شده‌است و بر روی دستگاه بازی اکس‌باکس ۳۶۰ (Xbox ۳۶۰) قابل استفاده است.
مرجع این وسیله بر پایهٔ یک دوربین با دو عدد لنز و یک درگاه مادون قرمز است که درگاه مادون قرمز و یکی از دوربین‌ها برای تشخیص عمق تصاویر است و دوربین دیگر هم که یک دوربین رنگی (RGB) است برای تشخیص تصاویر می‌باشد. این دوربین به کاربران اکس‌باکس ۳۶۰ اجازه می‌دهد تا بدون لمس کردن هیچ کنترلگری بتوانند تمامی اجزای موجد بر صفحه را به کنترل خود در بیاورند. این دوربین حتی توانا به درک و تشخیص صداهای کاربر خود نیز می‌باشد و با تشخیص آن‌ها قادر به انجام فرمان آمده از سوی کاربر است.

برنامه‌ای که برای آغاز دسترسی مردم به این وسیله در نظر گرفته شده‌است به این شرح است که فروش این دستگاه ابتدا در تاریخ ۴ نوامبر ۲۰۱۰ از شمال آمریکا شروع شد و سپس در سراسر جهان برای متقاضیان عرضه شد.

پک کامل این دستگاه شامل یک دستگاه «اکس‌باکس ۳۶۰ باریک» با حافظهٔ ۲۵۰ گیگابایت به همراه بازی «ماجراجویی‌های کینکت» و یک دستگاه دوربین کینکت است.
پروژه ناتال
پروژه ناتال در کنفرانس E۳ ۲۰۰۹ توسط مایکروسافت معرفی شد و در اواخر سال ۲۰۱۰ به بازار وارد شد. در این پروژه، یک مکانیزم کنترل‌کننده با استفاده از تکنیک‌های پردازش صدا و تصویر به اکس‌باکس اضافه شد، به صورتی‌که استفاده‌کننده می‌تواند تنها با حرکت اجزا بدن خود و بدون استفاده از هیچگونه دستگاه کنترل‌کننده به هدایت و استفاده از بازی‌ها و امکانات اکس‌باکس بپردازد.
اسم این پروژه بعدها به کینکت (kinect) تغییر یافت.

## کرک کنسول
این کنسول در همان روزهای اول ارائه هک شد. تاکنون تعداد زیادی مود چیپ برای آن ساخته شده‌است ولی هکرها توانسته‌اند با هک کردن فریم ویر درایور کنسول آن را کرک نرم‌افزاری هم کنند. از مزایای کرک نرم‌افزاری به سخت‌افزاری امکان بروز رسانی آن می‌باشد. با کرک شدن این کنسول امکان اجرای دیسک‌های کپی با آن به عمل آمده‌است.همچنین با هک های جیتگ و ریست گلیچ میتوان نرم افزار های آن و املاتور هایی که با آنها میتوان بازی های کنسول های دیگر را اجرا کرد میتوان اجرا کرد  یکی از نرم افزار های قدرتمند هم فری استایل ۳ هست که با آن میتوان سرعت فن را کم و زیاد کرد همچنین میتوان آپدیت بازی های کنسول ایکس باکس ۳۶۰ را هم میتوان  نصب کرد. اگرچه این کار خالی از مخاطره نیست. طبق روال چند سال اخیر مایکروسافت اقدام به شناسایی کردن کنسول‌های کرک شده‌ای که مشغول بازی کردن در لایو هستند می‌کند و با بن کردن آن‌ها مانع از ادامه فعالیت آن‌ها در محیط لایو می‌شود و بعضاً مشکلات دیگری مثل عدم امکان ذخیره بازی‌ها روی هارد را سبب می‌شود. در آخرین موج بن (بن ویو ban wave) مایکروسافت موفق شد بیش از یک میلیون کنسول کرک شده در سرتاسر جهان را بن کند.